# 신엄항
신엄항(新嚴港)은 대한민국 제주특별자치도 제주시 애월읍 신엄리에 있는 어항이다. 2004년 9월 23일 어촌정주어항으로 지정되었다. 관리청은 제주시, 시설관리자는 제주시장이다.

## 어항 연혁
남씨설촌(南氏設村)이 구전되고 있으나 확실한 년대는 알 수가 없고 서기 1500년경 나주 김씨(羅州 金氏)가 살았다는 기록이 있다. 1702년 제주목사를 지낸 이형상의 「탐라순력도( 羅巡曆圖)」 지도에는 군낭포(하귀 1리)와 고내포와 중간 지점에 엄장포가 명확히 표기되어 있다. 이형상의 「남환박물(南宦博物)」에도 향교 및 각면(各面)의 훈장들을 기록해 놓고 있는데 여기에 엄장면(嚴壯面)이 기록되었다.

## 어항 구역
- 수역: 60,417m2[1]

## 어항 시설
1997년 방파제 120m 축조를 시작으로 현재까지 방파제 120m, 선착장 128m가 축조되어 있다.